# Rudolf Meier
Rudolf Meier (1907 - 1986), was een Zwitsers politicus.
Rudolf Meier was lid van de Boeren-, Arbeiders- en Burgerpartij (BGB), sinds 1971 Zwitserse Volkspartij (SVP) geheten.
Rudolf Meier was lid van de Regeringsraad van het kanton Zürich en was van 1 mei 1952 tot 30 april 1953, van 1 mei 1958 tot 30 april 1959, van 1 mei 1963 tot 30 april 1964 en van 1 mei 1970 tot 30 april 1971 voorzitter van de Regeringsraad (dat wil zeggen regeringsleider) van het kanton Zürich.
Rudolf Meier overleed in 1986.